# Rancourt British Cemetery
Pour un article plus général, voir Sites funéraires et mémoriels de la Première Guerre mondiale (Front Ouest).
Le Rancourt British Cemetery (Cimetière britannique de Rancourt) est un cimetière militaire de la Première Guerre mondiale, situé sur le territoire de la commune de Bouchavesnes-Bergen, dans le département de la Somme, au nord-est d'Amiens.

## Localisation
Ce cimetière militaire est situé au nord du village, à la limite du terroir de la commune de Rancourt dont il porte le nom. Il est implanté à une vingtaine de mètres de la D 1017 juste en face de la Nécropole nationale de Rancourt.

## Histoire
Rancourt est resté aux mains des Allemands, dont il était un point stratégique sur leur ligne de ravitaillement, jusqu'au  25 septembre 1916, date à laquelle le 32e corps d’armée français reçut mission de s'en emparer ; ce qu'il fit, au prix de lourdes pertes humaines pour la 40e division d'infanterie française. Le secteur  est resté aux mains des Alliés jusqu'au 24 mars 1918. Il a été repris par la 47è division britannique (Londres) le 1er septembre 1918.

Le cimetière a été commencé par des unités de la division des gardes à l'hiver 1916-17, et utilisé à nouveau par les officiers funéraires des 12e et 18e divisions en septembre 1918.

Le cimetière militaire de Rancourt contient 90 sépultures et commémorations de la Première Guerre mondiale dont 17 ne sont pas identifiées.

Il y a aussi six sépultures d'aviateurs de la R.A.F dont l'avion a été abattu lors de la seconde guerre mondiale, le 21 mai 1940.

## Caractéristique
Ce cimetière a un plan trapézoïdal.

Il est entouré d'un mur de briques.

## Sépultures
| Pays        | Sépultures |
| ----------- | ---------- |
| Royaume-Uni | 96         |

## Galerie

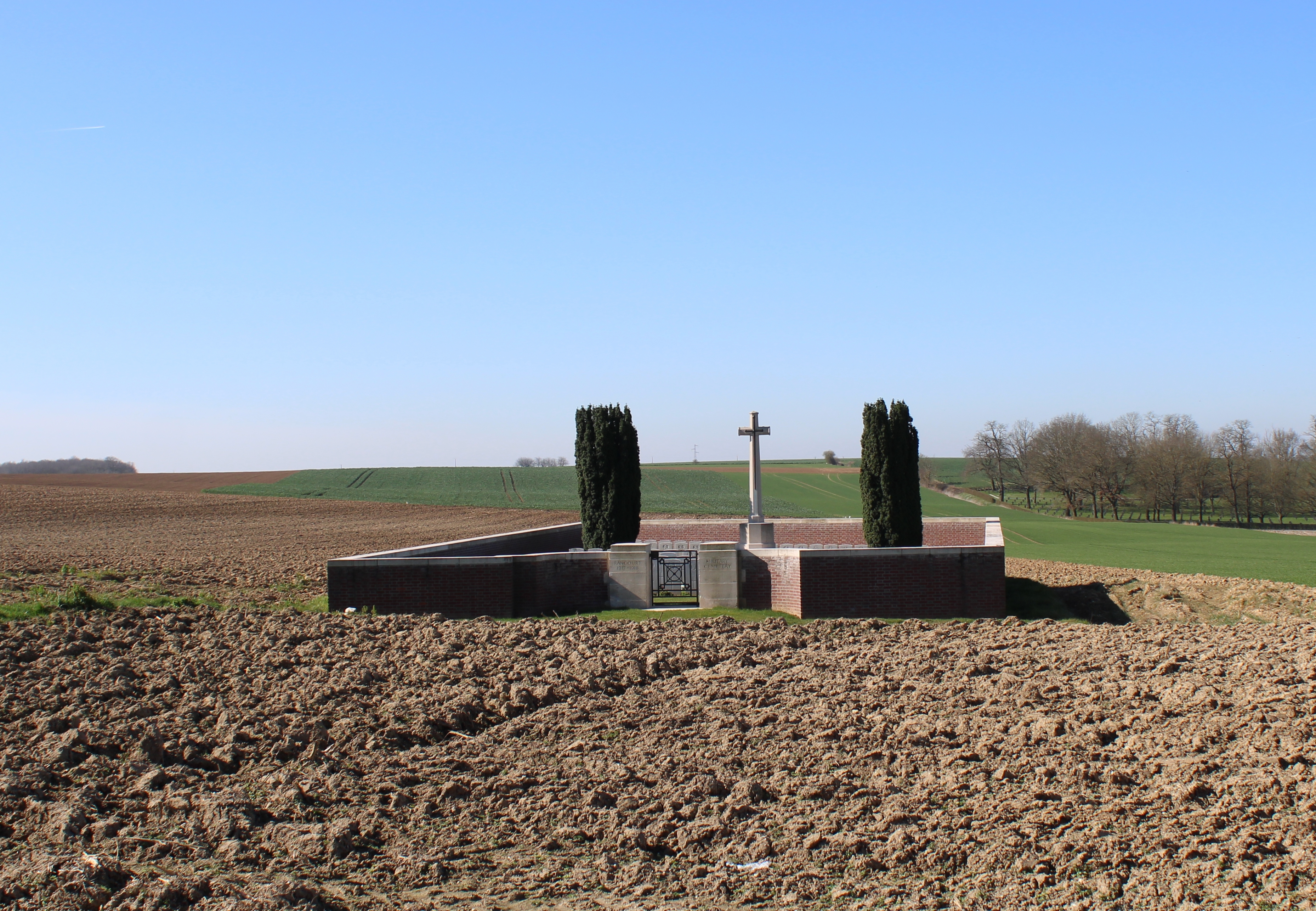
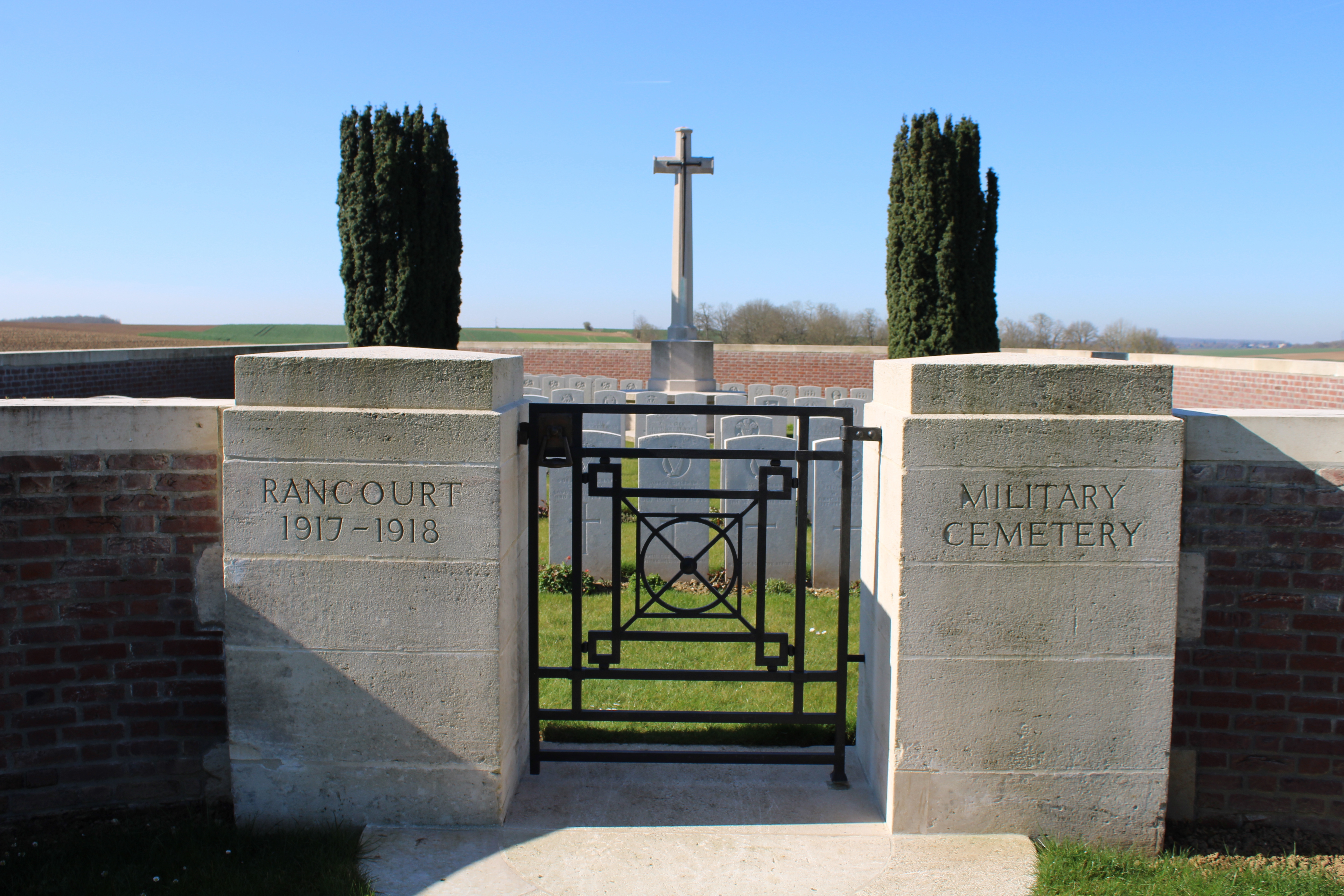
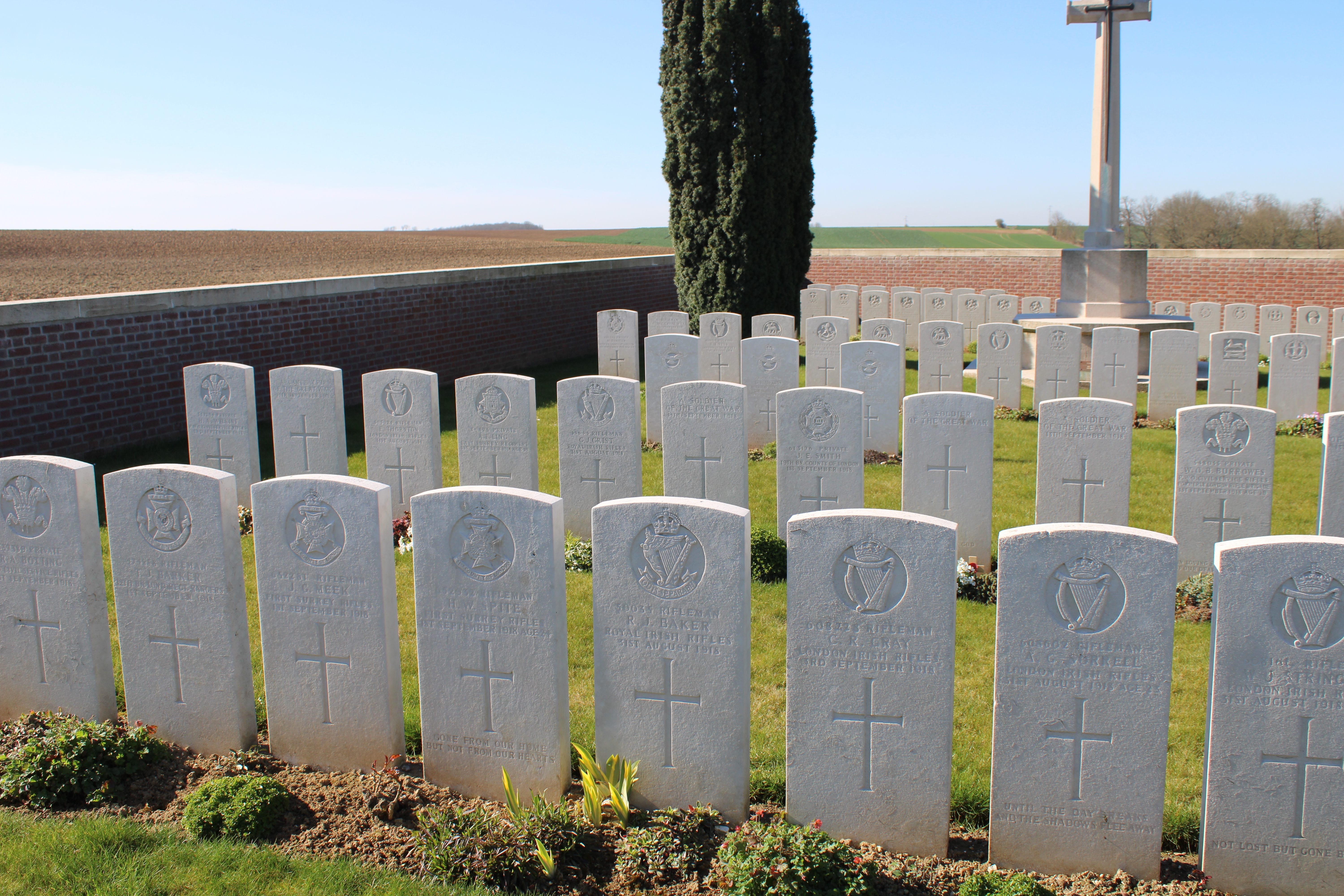
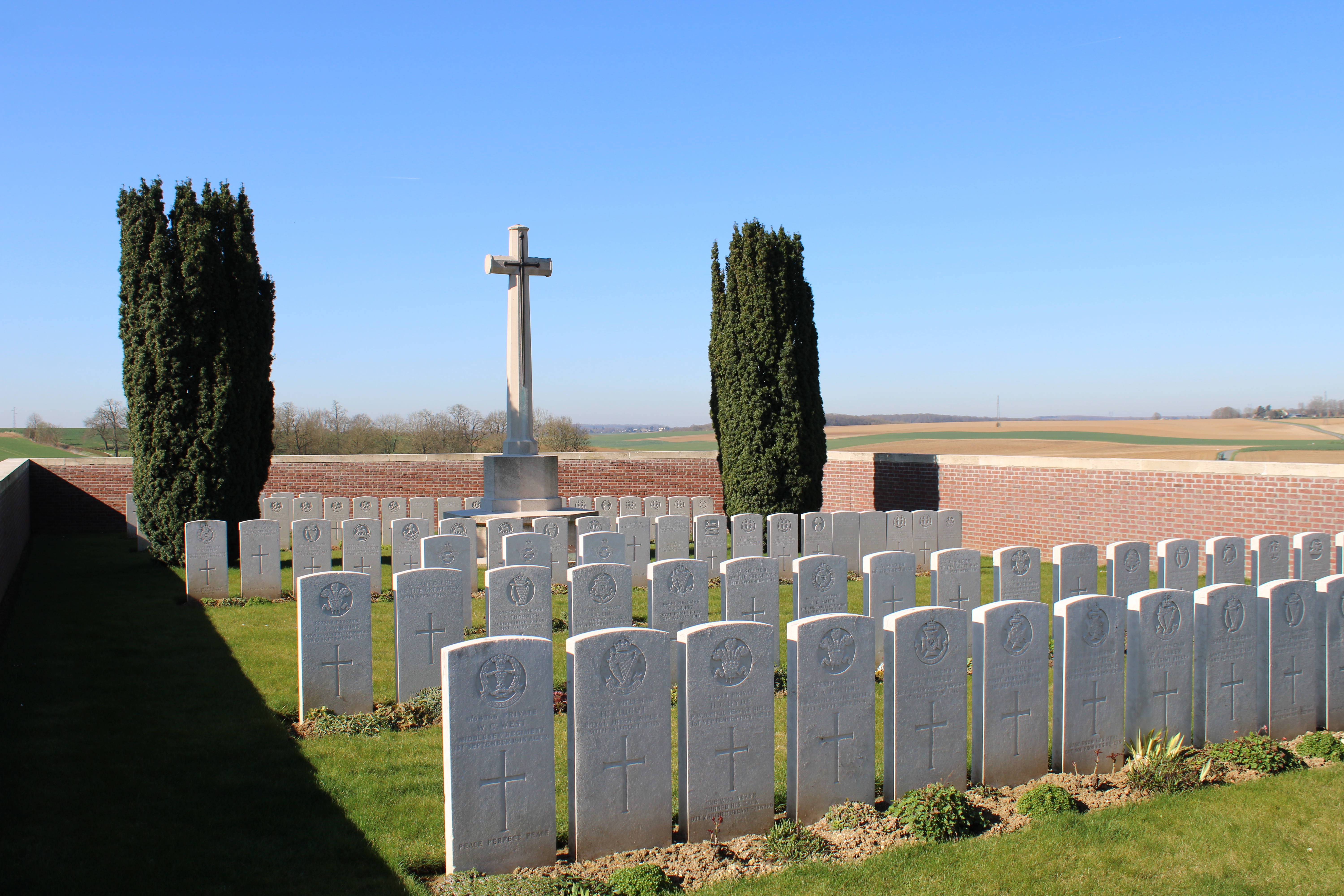
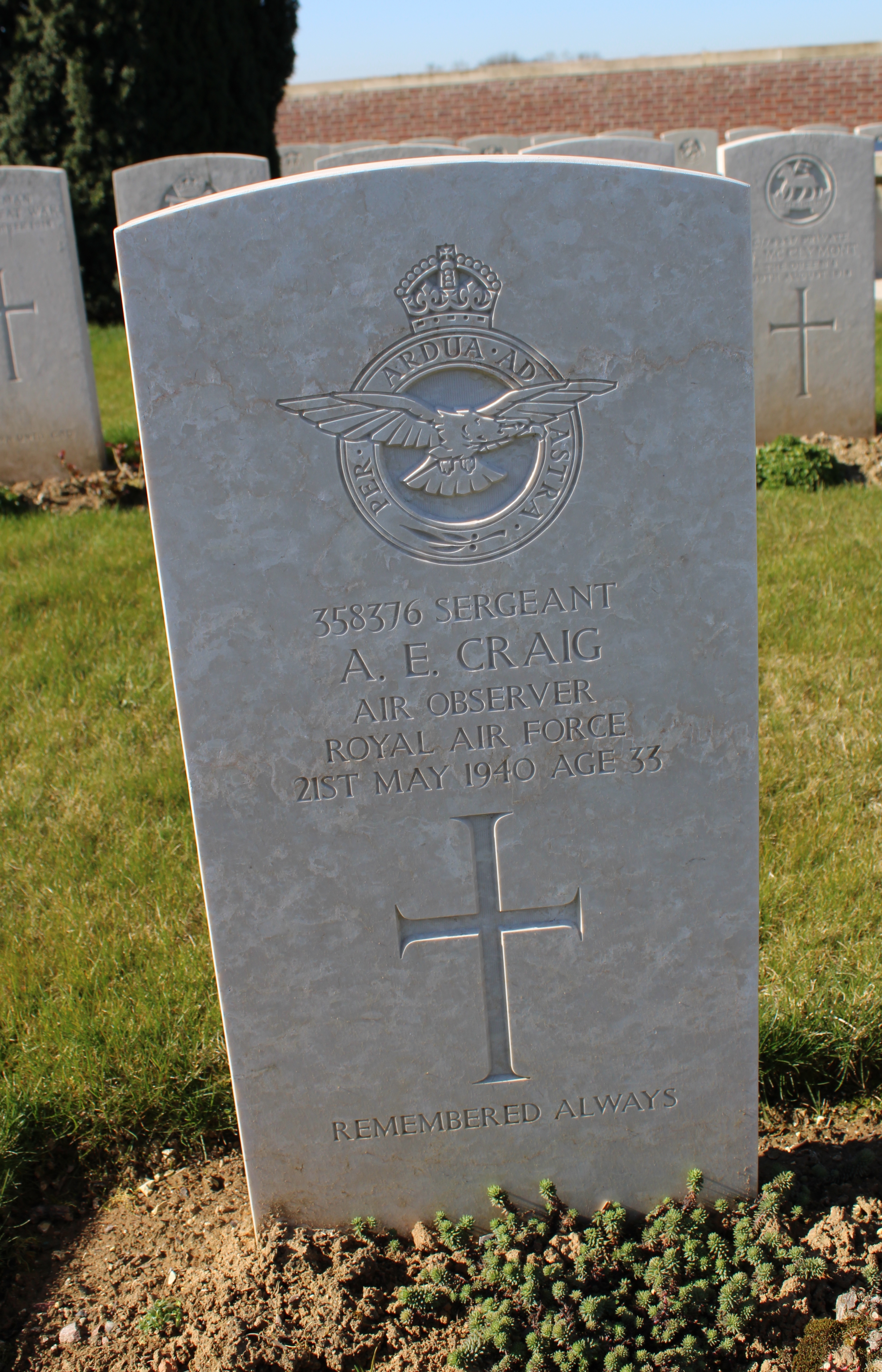
Tombe d'un aviateur de la R.A.F.
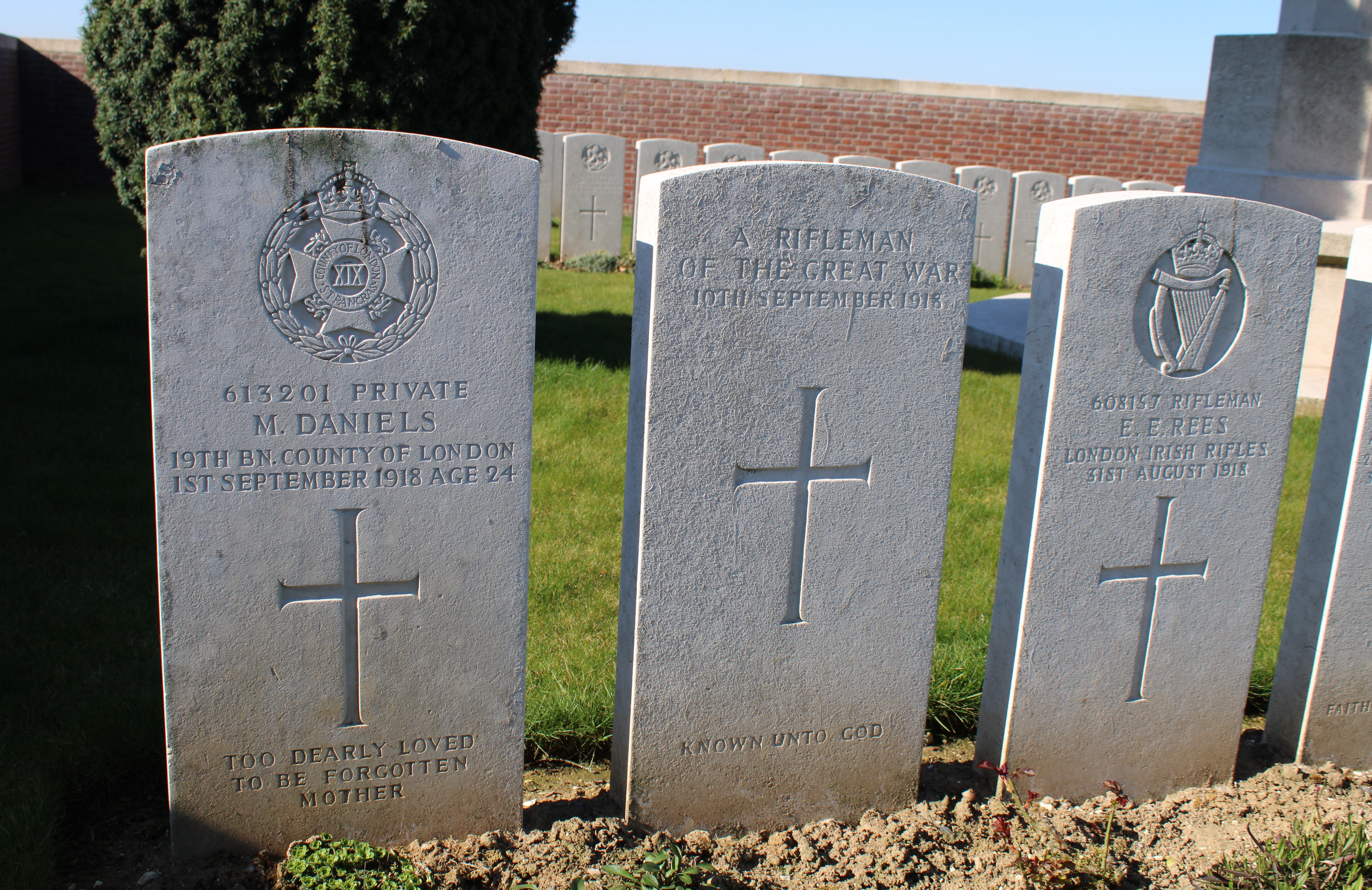